# Santiaxis
Santiaxis là một chi bướm đêm thuộc họ Erebidae.